# ジャン1世 (アルマニャック伯)
ジャン1世（Jean I, 1306年/1311年 - 1373年5月16日）は、ロデーズ伯（在位：1313年 - 1373年）、アルマニャック伯（在位：1319年 - 1373年）、シャロレー伯（在位：1327年 - 1364年）。ベルナール6世とロデーズ伯アンリ2世の娘セシル・ド・ロデーズの長男。

## 生涯
イングランドが領有するアキテーヌ公領に属する南フランス（ガスコーニュ）の貴族だったが、1324年にイングランド王エドワード2世とフランス王シャルル4世が衝突するとフランスに味方した。1335年に財政難からブランクフォールをフィリップ6世へ売却、百年戦争の初期でもフランス側につき、1340年のサン・トメールの戦いでイングランド軍を迎え撃った。
しかし、フィリップ6世から任命されたラングドック国王代行官職を巡ってフォワ伯ガストン3世と対立、1360年に娘ジャンヌを王族のベリー公ジャン1世と結婚させ、代行権を一部ベリー公へ委ねる行為に出た。理由は定かでないが、フランス王家からイングランドおよび略奪兵の脅威を防ぐためラングドック代行官にされていたが、ジャン1世は連年の軍事奉仕で疲弊していたためとされる。
ところが、これが裏目に出る。ガストン3世が王家へ抗議してベリー公がラングドックから退去、1362年にはガストン3世との戦いに敗れ捕虜となってしまった。結果、1364年にガストン3世へ多額の賠償金と多くの領土を割譲する羽目になり、ガスコーニュにおける勢威は衰えてしまった。こうした逆境から1360年代にはイングランドへ鞍替えし、賠償金の支払い援助をエドワード黒太子に願い出ている。また、1367年には黒太子に従軍しナヘラの戦いに参戦している。
1368年、黒太子が軍事費捻出のためアキテーヌに重税を課すと、ジャン1世は黒太子に抗議したが聞き入れられず、甥のアルブレ卿アルノー＝アマニューと共にフランス王シャルル5世へ上訴、再びフランス側へ戻り、休戦していた英仏両国が翌1369年に再戦する切っ掛けを作った。一方、新たにラングドック代行官として赴任したアンジュー公ルイ1世（シャルル5世の弟、ベリー公の兄）はジャン1世とガストン3世の仲裁を図ったが、ガストン3世に肩入れしている姿勢に反発し苦情を訴えている。
1373年死去、息子のジャン2世が後を継いだ。ガストン3世との対立も受け継がれ1375年に再度の衝突となるが、アンジュー公の仲裁が実を結び1377年にジャン2世とガストン3世は和睦した。和睦以後も勢力拡大するガストン3世に圧迫されアルマニャック家は苦境に立たされるが、やがて孫のベルナール7世がベリー公を始めとする王族と結びつきアルマニャック派を形成、フォワ伯が属するブルゴーニュ派と衝突していった。

## 子女
1327年、ジャン・ド・シャロレー（クレルモン伯ロベールの次男で初代ブルボン公ルイ1世の弟）の娘ベアトリスと結婚、2男2女を儲けた。
- ジャン2世（1333年 - 1384年）
- ベルナール（1336年 - 1357年/1359年）
- ジャンヌ（1346年 - 1388年） - ベリー公ジャン1世と結婚
- マルト（1347年以後 - 1378年） - アラゴン王フアン1世と結婚